# Francesco Maidalchini
Francesco Maidalchini (Viterbo, 21 d'abril de 1631 – Nettuno, 13 de juny de 1700) va ser un cardenal italià.
Tot i que el nepotisme va quedar oficialment abolit després de les reformes de principis del segle XVI del Papa Juli II, la figura del Papa en aquest moment era encara una tendència a afavorir la personalitat específica de la cúria papal, i aquesta influència Maidalchini la va gaudir.

## Biografia
Maidalchini va néixer el 12 d'abril de 1631 a Viterbo, fill d'Andrea Maidalchini i Pacifica Feliziani. El seu pare era el germà d'Olimpia Maidalchini; cunyada del Papa Inocenci X, gràcies a la influència d'aquesta aconseguí realitzar una notable cursa eclesiàstica que el conduí en poc temps al cardenalat. El publicista anticatòlic Gregorio Leti el va descriure com una persona «...d'expressió estúpida, amb fins i tot l'aparença d'un home sense experiència en les coses del món, ignorants en lletres i incapaç d'aprenentatge, brutal en les seves paraules i obres, malament en el cos i la ment, el receptacle popular de la pitjor qualitat ...'».
Va ser nomenat abat commedatari de Sant Martí i Sant Gaudenci de Rímini i San Pancraç fuori le mura de Roma. També va rebre el títol de canonge de la basílica de Sant Pere a Roma.
El 1647, el cosí primer de Maidalchini, Camillo Francesco Maria Pamphili, va renunciar al seu càrrec de Cardenal-nebot per casar-se i Innocent X va exigir un nou cardenal nebot. Sense cap familiar masculí restant per convertir-se en el seu assistent, Innocent X va ser persuadit de nomenar a Francesco, el nebot de la seva cunyada, de disset anys. En ser elevat al Sacre Col·legi, sent creat cardenal diaca de Sant'Adriano al Foro. Moltes de les responsabilitats del cardenal-nebot havien estat prèviament delegades al secretari d'Estat, el cardenal Giovanni Giacomo Panciroli i amb Domenico Cecchini, amb les funcions militars assignades als marits de les dues nebodes del Papa. És possible que el Pontífex volgués simplement instal·lar un familiar, encara que llunyà, al Sacre Col·legi, sense que això impliqués una delegació efectiva de poders. Sense un coneixement polític adequat per al paper, Francesco va ser assistit pels cardenals Panciroli i Domenico Cecchini, però no obstant això va romandre en una posició política substancialment feble. Les germanes del Papa i altres membres de la família Pamphilj van començar a relacionar-se amb el pontífex i van rebutjar el nebot "adoptat".
Girolamo Gigli va escriure que la tia paterna de Francesco, Olimpia, el va obligar a residir amb ella al Palazzo Pamphili a la Piazza Navona i no als palaus papals, per tal de "no perdre el seu domini" i evitar que prengués decisions independents. Tanmateix, va quedar clar clarament que el nou cardenal-nebot no hauria gaudit d'un poder real. Innocenci X va continuar confiant els assumptes políticament rellevants al secretari d'Estat, el cardenal Panciroli. Durant el seu breu mandat com a nebot-cardenal, el cardenal Maidalchini va ser avaluat de forma negativa pels observadors diplomàtics, que van veure en algunes de les seves equivocades iniciatives la mà de la seva tia.
Va ser ell qui, en la celebració de la nit de Nadal de 1649 va obtenir el privilegi d'obrir la Porta Santa a la Basílica de Santa Maria la Major, inaugurant així el Jubileu de 1650, tot i que encara no havia estat ordenat sacerdot. L'incident va provocar una confusió considerable, agreujada per una disputa amb els canonges de la basílica per la possessió de les medalles emmurallades a la porta santa. Mai no va ser consagrat bisbe.
Va resultar tan incompetent, que en 1650, malgrat les objeccions d'Olimpia Maidalchini, Francesco va ser reemplaçat per Camillo Astalli. Tot i ser un parent llunyà per matrimoni d'Olimpia, Astalli havia estat en realitat recomanat pel seu mentor, el secretari d'estat. Després de culpar a Olimpia per la seva desgràcia, Francesco es va convertir en el seu amarg enemic.
En 1653 Maidalchini va ser nomenat cardenal diaca de Sant Pancraç. El 1654 fou nomenat cardenal diaca de l'església de Santa Maria a Pòrtic i l'any següent, després de la mort del seu "oncle", va participar en el conclave del 1655 que va triar el papa Alexandre VII. La seva tia Olimpia va morir el 1657.
Després de només 8 anys amb Maidalchini com a cardenal diaca, l'església de Santa Maria estava en runes i sense ingressos. La seva diaconia va ser suprimida pel papa Alexandre VII i l'edifici va ser enderrocat. Maidalchini va ser transferit (almenys en títol) a la nova Santa Maria in Campitelli, construïda per Carlo Rainaldi entre 1659 i 1667.
El seu contemporani John Bargrave deixa poc dubte que Maidalchini tampoc va ser molt respectat pel Col·legi de Cardenals o pel gran públic de Roma. Bargrave descriu Maidalchini com que «està a una polzada d'un idiota» i explica que les dames d'una congregació no podien deixar de riure de l'aparició d'un adolescent en les robes de cardenal. Maidalchini no podia contenir-se i esclatava de riure com a resposta. Bargrave també va recordar la seva incursió amb un cavaller que amablement va assenyalar que el llibre que el cardenal estava llegint estava, de fet, de cap per avall (Bargrave suggereix que Maidalchini era gairebé analfabet).
El 1666, Maidalchini va ser traslladat a la diaconia de Santa Maria in Via Lata, que normalment era assignat al cardenal protodiaca, tot i que no va ser fins al 1669 quan va assumir aquesta posició en el Sacre Col·legi. Va participar en el conclave de 1667 que va triar el papa Climent IX, al conclave de 1669-1670 que va triar al papa Climent X, al conclave de 1676 que va triar el papa Innocenci XI i al conclave de 1689 que va triar el Papa Alexandre VIII. Com a cardenal protodiaca, annuncià les eleccions dels Papes Climent X, Innocenci XI i Alexandre VIII i celebrà els ritus de les seves coronacions.
Més tard, aquest any, fou ordenat sacerdot i fou nomenat cardenal prevere de l'església de Santa Maria in Via. D'acord amb la butlla Postquam verus de Sixt V (3 de desembre de 1586), va assumir el càrrec de protoprevere del Col·legi de Cardenals. Va participar en el conclave de 1691 que va triar el papa Innocenci XII i es va convertir en cardenal-prevere de l'església de Santa Prassede el mateix any.
Maidalchini va morir el 13 de juny de 1700 a Nettuno cap al migdia, i va ser traslladat a Roma l'endemà. El seu funeral va tenir lloc el 15 de juny de 1700 a l'església de Sant'Eustachio a Roma, on va ser enterrat.

## Actitud política
En la rivalitat política entre França i Espanya Maidalchini es va alinear inicialment amb Espanya. No obstant això, els líders de la facció espanyola a Roma li van mostrar tan poc respecte que finalment va canviar el costat. En el conclave papal de 1655 encara era considerat membre del partit espanyol, però posteriorment es va convertir en un dels més fidels seguidors del Regne de França al Col·legi de Cardenals.